# دویلین
دویلین  (به انگلیسی: Devilline) با فرمول شیمیایی CaCu4[(OH)6 - (SO4)2].3H2O از مجموعه کانی هاست و محلول در اسیدنیتریک ولی درآب و SO4H۲ غلیظ نامحلول است. ازنام شیمیدان فرانسوی St.c.Deville گرفته شده‌است. محلول در اسیدنیتریک ولی درآب و SO4H۲ غلیظ نامحلول است. CaO:۸٫۷۳٪  CuO:۴۹٫۵۳٪  SO۳:۲۴٫۹۲٪  H2O:۱۶٫۸۲٪  برای اولین بار در چک اسلواکی کشف شد و از نظر شکل بلور: پهن و کوتاه، رنگ: سبزسیر-سبززمردی تا آبی مایل به سبز، شفافیت: شفاف، جلا: شیشه‌ای - صدفی، رخ: کامل - مطابق با، سیستم تبلور: مونوکلینیک و در رده‌بندی سولفات است  و منشأ تشکیل آن ثانوی است.
همایند کانی‌شناسی (پارانژ) آن - ژیپس- آزوریت- مالاکیت است
، از نظر ژیزمان بلوری - آگرگاتهای گل رز تقریباْ کمیاب است و بیشتر در انگلستان، چک اسلواکی، روسیه، اطریش و آمریکا یافت می‌شود.

## منبع
- پردیس کشاورزی ایران